# Тихменев, Пётр Александрович
Пётр Александрович Тихменев (1824—1888) — капитан 1-го ранга, автор трудов по морской истории, историк Русской Америки.

## Биография
С начала 1837 года учился в морском кадетском корпусе.
В 1839—1842 годах — совершил учебные плавания по Балтийскому морю гардемарином на фрегатах «Паллада» и «Аврора», корабле «Императрица Александра», бриге «Полинур». В отряде гребной флотилии ходил между Петербургом и Кронштадтом.
В чине мичмана в 1841—1845 года на корабле «Ретвизан» и бранд-вахтенном люгере «Стрельна» нёс береговую службу в Финском заливе, был в кампаниях на Резельском рейде.
В 1846 году произведён в лейтенанты. На шхуне «Снег» принимал участие в работах при промере глубин в Финском заливе.
7 февраля 1848 года назначен адъютантом к губернатору Астрахани с переводом на суда Каспийского флота, на одном из которых, пароходе «Ленкорань», он и ходил по портам Каспийского моря каждое лето, вплоть до 1852 года, когда был возвращён в Балтийский флот.
В 1852 году на фрегате «Паллада» вышел из Кронштадта в продолжительное плавание к берегам Японии (вокруг мыса Доброй Надежды). Из Японии маршрут проходил через Императорскую гавань (ныне Советская Гавань) в Татарский пролив. Затем, на шхуне «Восток» проследовал в Аян. Вернулся сухим путём через Сибирь в Петербург, вскоре был определён на невские батареи Елагина острова и Галерной гавани.
С 18 июня 1856 года служил помощником капитана над Астраханским портом, затем произведён в капитаны-лейтенанты.
В 1857—1865 годах состоял на службе в Российско-американской компании. Составил очерк «Историческое обозрение образования Российско-американской компании и действия её до настоящего времени» в двух томах (1861—1863 гг.), за который ещё в 1861 году получил Высочайшую благодарность и две Демидовские премии.
В мае 1864 года вновь зачислен на действительную службу, в 8-й флотский экипаж, вскоре произведён в капитаны 2-го ранга. Не прослужив года, вышел в отставку в чине капитана 1-го ранга.
Поселился в Костромской губернии, где дважды — в 1878 году и 1881 году был избран в почётные мировые судьи Буйского уезда.
11 января 1882 года произведён в ранг надворного советника и назначен начальником архива Кронштадтского порта, на место скончавшегося И. И. Стренцеля. Работая в кронштадтском архиве, Тихменев написал несколько исторических статей, в их числе «Кронштадтская старина», которая печаталась с 1882 по 1887 год в «Кронштадтском Вестнике». Оставался начальником архива до самой смерти, 7 сентября 1888 года.
В честь П. А. Тихменева был назван мыс (мыс Тихменева [Улги], Японское море, полуостров Корея, 35°30′ с.ш., 129°31′ в.д., мыс нанесён на карту в 1854 году экипажем фрегата «Паллада», тогда же было присвоено название мысу; в настоящее время русское название на карты не наносится).

## Сочинения
- «Историческое обозрение образования Российско-американской компании и действия её до настоящего времени», 2 тома (1861-63 гг.)
- «Кронштадтская старина» // «Кронштадтский Вестник», 1882—1887 гг.